# 54. ročník udílení Zlatých glóbů
54. ročník udílení Zlatých glóbů probíhal dne 19. ledna 1997 v hotelu Beverly Hilton v Beverly Hills. Nominace byly oznámeny dne 19. prosince 1996.

## Vítězové a nominovaní

### Filmové počiny.
| Nejlepší film (drama) | Nejlepší film (komedie / muzikál) |
| --- | --- |
| Anglický pacient - Prolomit vlny - Tajnosti a lži - Záře - Lid versus Larry Flynt | Evita - Všichni říkají: Miluji tě - Fargo - Jerry Maguire - Ptačí klec |
| Nejlepší herec (drama) | Nejlepší herečka (drama) |
| Geoffrey Rush – Záře - Ralph Fiennes – Anglický pacient - Mel Gibson – Výkupné - Woody Harrelson – Lid versus Larry Flynt - Liam Neeson – Michael Collins | Brenda Blethyn – Tajnosti a lži - Courtney Love – Lid versus Larry Flynt - Meryl Streep – Marvinův pokoj - Kristin Scott Thomas – Anglický pacient - Emily Watson – Prolomit vlny                             |
| Nejlepší herec (komedie / muzikál) | Nejlepší herečka (komedie / muzikál) |
| Tom Cruise – Jerry Maguire - Antonio Banderas – Evita - Kevin Costner – Zelený svět - Nathan Lane – Ptačí klec - Eddie Murphy – Zamilovaný profesor | Madonna – Evita - Glenn Close – 101 dalmatinů - Frances McDormandová – Fargo - Debbie Reynolds – Matka - Barbra Streisand – Dvě tváře lásky                                                                   |
| Nejlepší herec ve vedlejší roli | Nejlepší herečka ve vedlejší roli |
| Edward Norton – Prvotní strach - Cuba Gooding Jr. – Jerry Maguire - Samuel L. Jackson – Čas zabíjet - Paul Scofield – Čarodějky ze Salemu - James Woods – Duch minulosti                                                                                               | Lauren Bacall – Dvě tváře lásky - Joan Allen – Čarodějky ze Salemu - Juliette Binoche – Anglický pacient - Barbara Hershey – Portrét dámy - Marianne Jean-Baptiste – Tajnosti a lži - Marion Ross – Večernice |
| Nejlepší režie | Nejlepší scénář |
| Miloš Forman – Lid versus Larry Flynt - Joel Coen – Fargo - Scott Hicks – Záře - Anthony Minghella – Anglický pacient - Alan Parker – Evita | Lid versus Larry Flynt– Scott Alexander a Larry Karaszewski - Anglický pacient – Anthony Minghella - Fargo – Joel Coen a Ethan Coen - Osamělá hvězda – John Sayles - Záře – Jan Sardi                         |
| Nejlepší filmová píseň | Nejlepší hudba |
| „You Must Love Me“– Madonna – Evita - „I Finally Found Someone“ – Barbra Streisand a Bryan Adams – Dvě tváře lásky - „For the First Time“ – Báječný den - „That Thing You Do!“ – The Wonders – To je náš hit! - „Because You Loved Me“ – Céline Dion – Intimní detaily | Gabriel Yared – Anglický pacient - Elliot Goldenthal – Michael Collins - Marvin Hamlisch – Dvě tváře lásky - David Hirschfelder – Záře - Alan Menken – Zvoník u Matky Boží                                    |
| Nejlepší cizojazyčný film | |
| Kolja (Česko) - Osmý den (Belgie) - Odvrácená strana měsíce (Itálie) - Kavkazský zajatec (Rusko) - Nevinné krutosti (Francie) | |

### Televizní počiny
| Nejlepší televizní seriál (drama) | Nejlepší televizní seriál (komedie) |
| --- | --- |
| - Akta X - Pohotovost - Policie New York - Nemocnice Chicago Hope - Správná pětka                                                                                             | - Takoví normální mimozemšťané - Frasier - Přátelé - The Larry Sanders Show - Jsem do tebe blázen - Show Jerryho Seinfelda                                                                                 |
| Nejlepší herec v seriálu (drama) | Nejlepší herečka v seriálu (drama) |
| David Duchovny – Akta X - Anthony Edwards – Pohotovost - George Clooney – Pohotovost - Lance Henriksen – Milénium - Jimmy Smits – Policie New York                            | Gillian Anderson – Akta X - Christine Lahti – Nemocnice Chicago Hope - Jane Seymour – Doktorka Quinnová - Sherry Stringfield – Pohotovost - Heather Locklear – Melrose Place                               |
| Nejlepší herec v seriálu (komedie / muzikál) | Nejlepší herečka v seriálu (komedie / muzikál) |
| John Lithgow – Takoví normální mimozemšťané - Michael J. Fox – Všichni starostovi muži - Kelsey Grammer – Frasier - Paul Reiser – Jsem do tebe blázen - Tim Allen – Kutil Tim | Helen Hunt – Jsem do tebe blázen - Brooke Shields – Správná Susan - Cybill Shepherd – Cybill - Brett Butler – Grace v jednom kole - Fran Drescher – Chůva k pohledání - Tracey Ullman – Tracey Takes On... |
| Nejlepší minisérie nebo TV film | |
| Rasputin - Zločin století - Mafián - Co skrývá Amerika - Kdyby zdi mohly mluvit - Losing Chase                                                                                | |
| Nejlepší herec v minisérii nebo TV filmu | Nejlepší herečka v minisérii nebo TV filmu |
| Alan Rickman – Rasputin - Stephen Rea – Zločin století - Armand Assante – Mafián - Beau Bridges – Losing Chase - James Woods – The Summer of Ben Tyler                        | Helen Mirren – Losing Chase - Ashley Judd – Norma Jean a Marilyn - Demi Moore – Kdyby zdi mohly mluvit - Isabella Rossellini – Zločin století - Mira Sorvino – Norma Jean a Marilyn                        |
| Nejlepší vedlejší herec v seriálu, minisérii nebo TV filmu | Nejlepší vedlejší herečka v seriálu, minisérii nebo TV filmu |
| Ian McKellen – Rasputin - David Paymer – Zločin století - David Hyde Pierce – Frasier - Anthony Quinn – Mafián - Noah Wyle – Pohotovost                                       | Kathy Bates – Noční šichta - Christine Baranski – Cybill - Cher – Kdyby zdi mohly mluvit - Kristen Johnston – Takoví normální mimozemšťané - Greta Scacchi – Rasputin                                      |